# Bea Pérez
Beatriz Pérez Lagunas   (Santander, Cantabria, 4 de mayo de 1991), más conocida como Bea Pérez, es una jugadora de hockey sobre hierba española.
Disputó los Juegos Olímpicos de Río de Janeiro 2016 con España, obteniendo un octavo puesto, los Juegos Olímpicos de Tokio 2020 y los Juegos Olímpicos de París 2024 logrando un séptimo puesto en ambos.
Empezó su carrera deportiva en el Colegio La Salle de Santander a los 7 años para luego formar parte de las filas del Sardinero HC. En el 2011 ficha por el Club de Campo Villa de Madrid, equipo del que actualmente forma parte. 
Con la selección española, participó en todas las categorías inferiores hasta debutar con la Absoluta en junio de 2011 de manos del seleccionador Salva Induráin. Desde entonces ha sido una fija en las convocatorias del equipo nacional, superando los 250 partidos oficiales internacionales.
El 5 de agosto de 2024 se convirtió en la jugadora con más internacionalidades de la historia de la selección de hockey femenina al disputar su partido 267 ante Bélgica en los cuartos de final de los Juegos Olímpicos de París 2024

## Participaciones en Juegos Olímpicos
- Río de Janeiro 2016, puesto 8.
- Tokio 2020, (2021), puesto 7.
- París 2024, (2024), puesto 7.

## Clubes
- Sardinero Hockey Club (Inicio - 2011)
- Club de Campo Villa de Madrid (2012 - Actualidad)

## Palmarés

### Clubes

#### Sardinero Hockey Club
- 1 Subcampeonato España Hockey Sala (2007-08)

#### Club de Campo Villa de Madrid
- 7 Campeonatos de Liga (2012, 2014, 2015, 2017, 2019, 2021,2025)
- 9 Copas de SM la Reina (2012, 2014, 2016, 2017, 2018, 2019,2020,2021, 2024)
- 2 Subcampeonatos de la EuroHockey League (2021, 2023)
- 2 Bronces Campeonato de Europa de Clubes EHCC (2015,2018)
- 1 Campeonato de Europa de Clubes B EHCT (2019)
- 1 Subcampeonato de Europa de Clubes B EHCT (2017)
- 2 Campeonatos de España de Hockey Sala (2014, 2025)
- 4 Subcampeonatos de Europa de hockey sala (2014, 2015, 2016, 2018)

### Selección Española

##### Categoría Absoluta
- Bronce Campeonato Copa Mundial de Hockey Femenino de 2018
- Bronce Campeonato Campeonato Europeo de Hockey sobre Hierba Femenino de 2019
- Diploma Olímpico (8.º puesto) Juegos Olímpicos de Río de Janeiro 2016
- Diploma Olímpico (7.º puesto) Juegos Olímpicos de Tokio 2020
- Diploma Olímpico (7.º puesto) Juegos Olímpicos de París 2024
- 7 Participaciones en campeonatos de Campeonato Europeo de Hockey sobre Hierba (2011,2013,2015,2017,2019,2021,2023)
- 2 participaciones en Mundiales (Londes 2018 (Bronce) y Tarrasa 2022 (7 puesto)
- 2 participaciones en Champions Challenge (2011, 2014)

##### Categorías inferiores
- 1 Subcampeonato de Europa sub-21 2012 Women's EuroHockey Junior Championship
- 1 Campeonato de Europa B sub-18 Madrid 2009
- Participación Mundial sub-21 Boston Copa Mundial Júnior de Hockey Femenino de 2009

## Premios, reconocimientos y distinciones
- Mejor deportista Gala del deporte de la Zona Occidental de Cantabria (2012)[3]
- 2 veces mejor jugadora de la Liga (2015-16, 2018-19)
- Premio a los Valores del deporte en la Gala del Deporte Cántabro (2016, 2024)
- Medalla de Bronce al Mérito Deportivo de la Comunidad de Cantabria (2017)
- 2 veces Premio a la mejor deportista nacional del año en la Gala del Deporte Cántabro (2018 y 2019)
- Jugadora con más internacionalidades en la historia de la Selección femenina de hockey sobre hierba de España (267)